# Thurman, Iowa
Thurman là một thành phố thuộc quận Fremont, tiểu bang Iowa, Hoa Kỳ. Năm 2010, dân số của thành phố này là 229 người.

## Dân số
Dân số qua các năm:
- Năm 2000: 236 người.
- Năm 2010: 229 người.